# Station Niel
Station Niel is een spoorwegstation langs spoorlijn 52 in de gemeente Niel.
Vroeger was het station uitgerust met een zijspoor, een laadhelling en een weegbrug.
Het huidige stationsgebouw werd in 1981 gebouwd naar plannen van architect Philip Tibax.
De loketten zijn definitief gesloten. Het gebouw wordt momenteel gebruikt als kindercrèche.
Naast dit gebouw staat het oude stationsgebouw waar in een horecazaak was gevestigd.

## Modernisering
Eind 2009, begin 2010 werd het station ingrijpend gerenoveerd. De perrons werden op de nieuwe (hogere) standaardhoogte gebracht wat instappen moet vergemakkelijken. Ook de verlichting en de wachthuisjes zijn grondig vernieuwd.

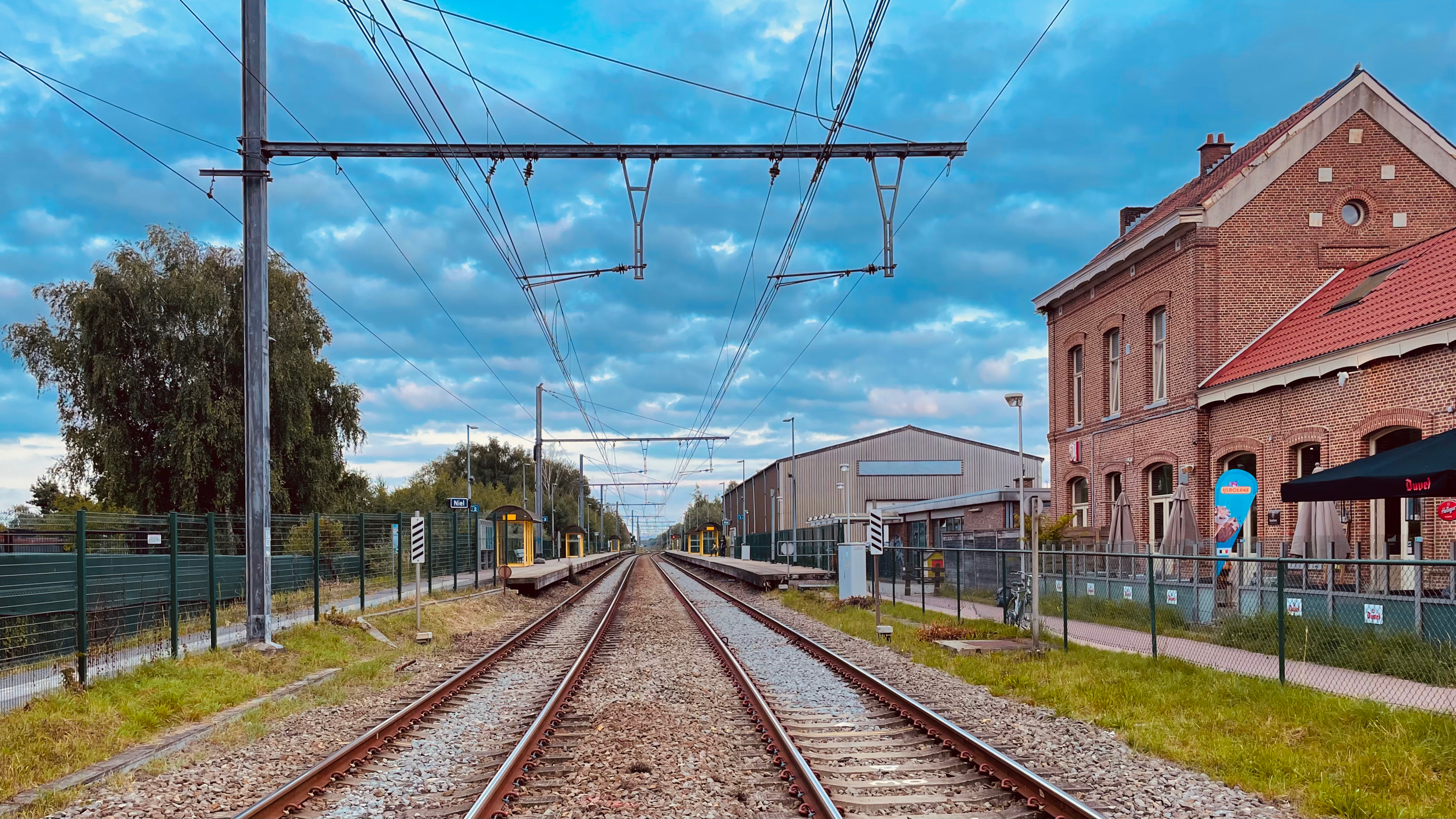
Zicht op de sporen
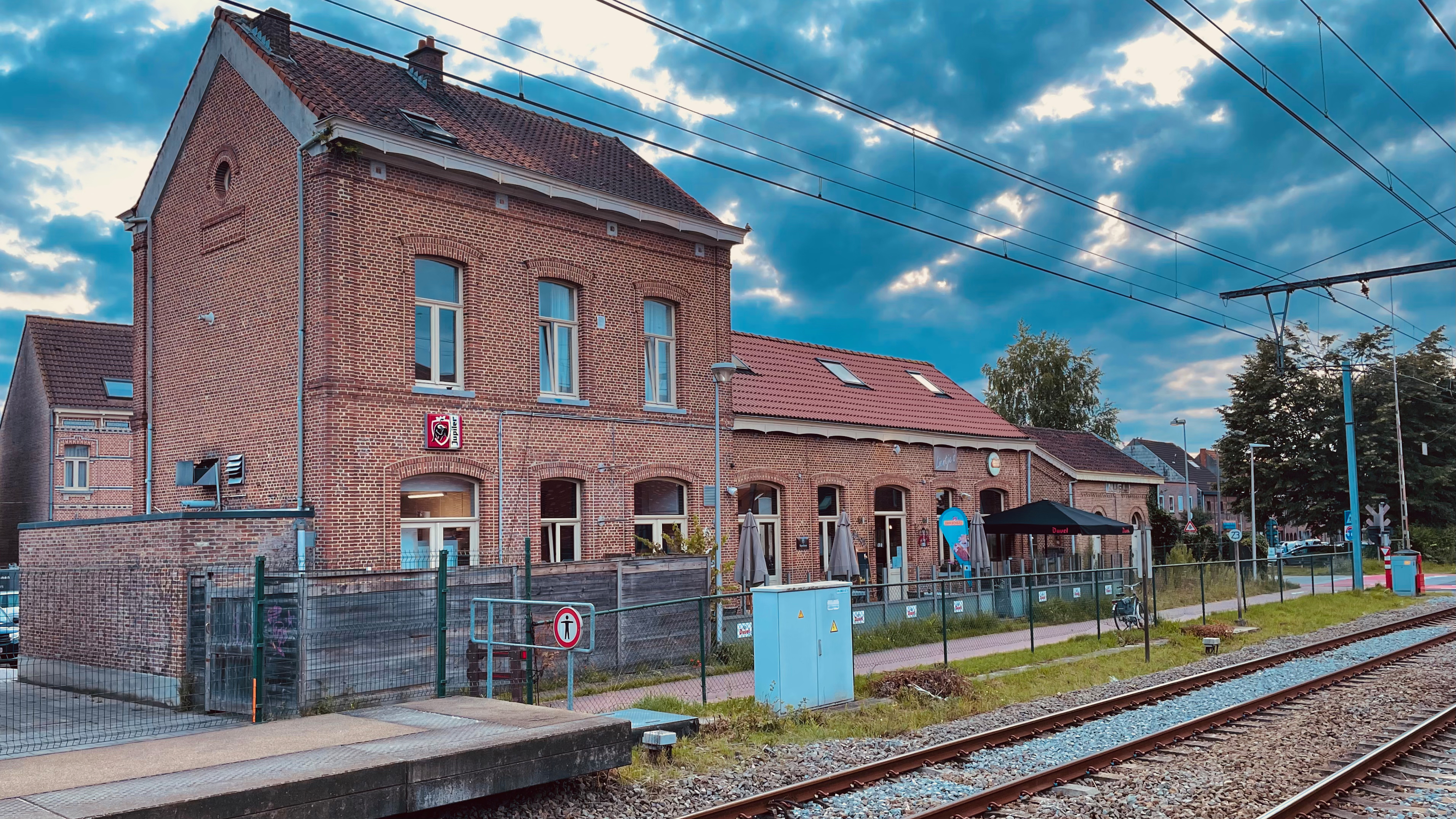
Het voormalige stationsgebouw
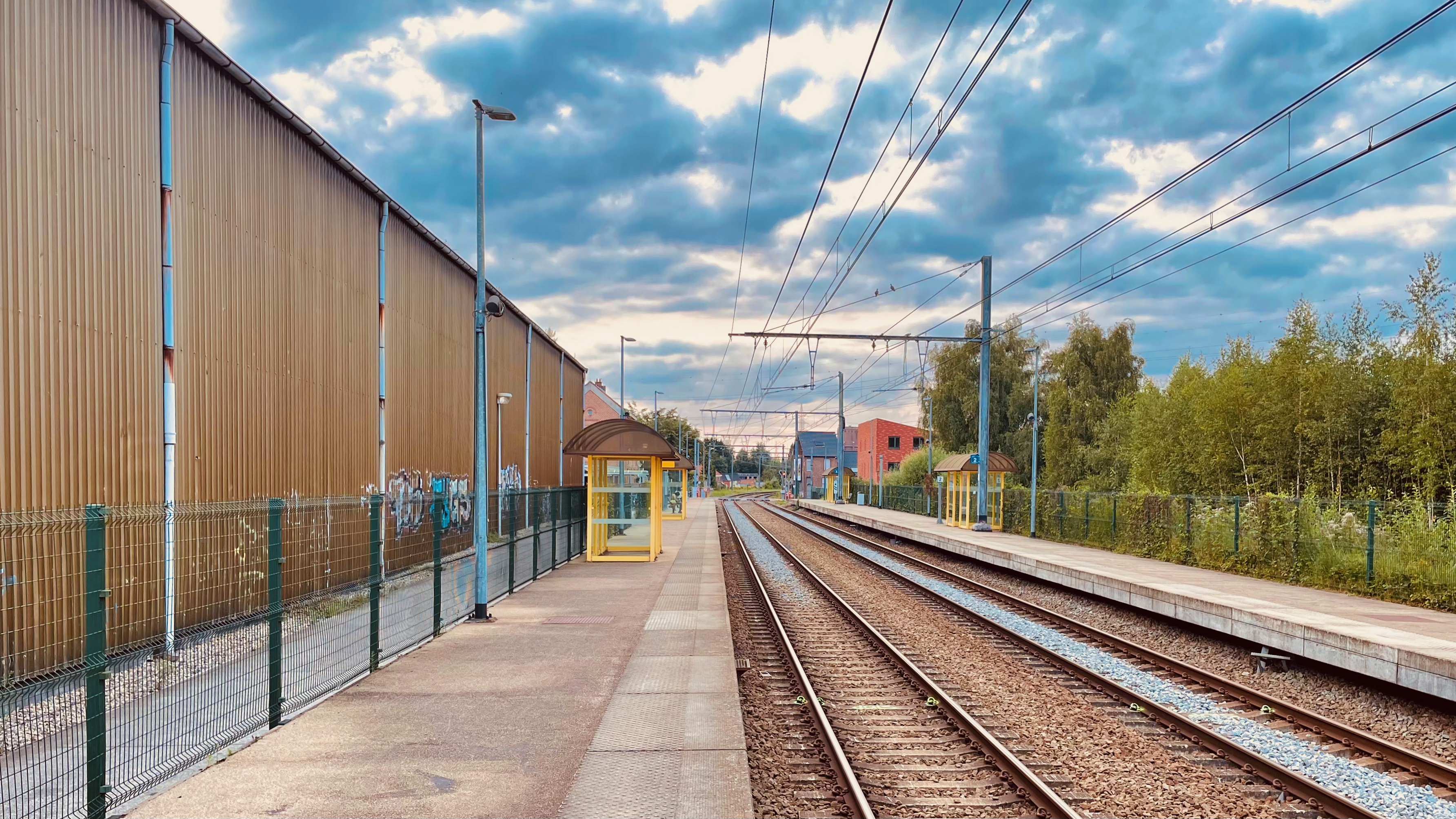
Zicht op het perron

Het perron richting Boom is gedurende de loop van de werken tijdelijk verplaatst naar de overkant van de straat. Wegens plaatsgebrek kon men hetzelfde niet doen met het perron richting Antwerpen, om die reden gebeurden de werken aan dit perron in kleinere fases.

## Treindienst
| Serie     | Treinsoort               | Route                                                  | Bijzonderheden             |
| --------- | ------------------------ | ------------------------------------------------------ | -------------------------- |
| S 32 2350 | S-trein Antwerpen (NMBS) | Puurs – Niel – Antwerpen-Centraal – Essen              | Rijdt alleen op werkdagen. |
| S 32 2550 | S-trein Antwerpen (NMBS) | Puurs – Niel – Antwerpen-Centraal – Essen – Roosendaal |                            |

## Reizigerstellingen
De grafiek en tabel geven het gemiddeld aantal instappende reizigers weer op een week-, zater- en zondag.
| Tabel: aantal instappende reizigers station Niel | Tabel: aantal instappende reizigers station Niel | Tabel: aantal instappende reizigers station Niel | Tabel: aantal instappende reizigers station Niel |
|                                                  | Weekdag                                          | Zaterdag                                         | Zondag                                           |
| ------------------------------------------------ | ------------------------------------------------ | ------------------------------------------------ | ------------------------------------------------ |
| 1977                                             | 184                                              | 47                                               | -                                                |
| 1978                                             | 171                                              | 41                                               | -                                                |
| 1979                                             | 173                                              | 46                                               | -                                                |
| 1980                                             | 185                                              | 56                                               | 51                                               |
| 1981                                             | 204                                              | 85                                               | 70                                               |
| 1982                                             | 275                                              | 64                                               | -                                                |
| 1983                                             | 268                                              | 50                                               | -                                                |
| 1984                                             | -                                                | -                                                | -                                                |
| 1985                                             | -                                                | -                                                | -                                                |
| 1986                                             | -                                                | -                                                | -                                                |
| 1987                                             | -                                                | -                                                | -                                                |
| 1988                                             | 72                                               | -                                                | -                                                |
| 1989                                             | 63                                               | -                                                | -                                                |
| 1990                                             | 61                                               | -                                                | -                                                |
| 1991                                             | 69                                               | -                                                | -                                                |
| 1992                                             | 63                                               | -                                                | -                                                |
| 1993                                             | 67                                               | -                                                | -                                                |
| 1994                                             | 78                                               | -                                                | -                                                |
| 1995                                             | 68                                               | -                                                | -                                                |
| 1996                                             | 94                                               | -                                                | -                                                |
| 1997                                             | 108                                              | -                                                | -                                                |
| 1998                                             | 114                                              | -                                                | -                                                |
| 1999                                             | 97                                               | -                                                | -                                                |
| 2000                                             | 121                                              | -                                                | -                                                |
| 2001                                             | 126                                              | -                                                | -                                                |
| 2002                                             | 88                                               | -                                                | -                                                |
| 2003                                             | 142                                              | -                                                | -                                                |
| 2004                                             | 162                                              | -                                                | -                                                |
| 2005                                             | 105                                              | -                                                | -                                                |
| 2006                                             | 129                                              | -                                                | -                                                |
| 2007                                             | 104                                              | -                                                | -                                                |
| 2008                                             | -                                                | -                                                | -                                                |
| 2009                                             | 126                                              | -                                                | -                                                |
| 2010                                             | -                                                | -                                                | -                                                |
| 2011                                             | -                                                | -                                                | -                                                |
| 2012                                             | 173                                              | -                                                | -                                                |
| 2013                                             | 164                                              | -                                                | -                                                |
| 2014                                             | 165                                              | -                                                | -                                                |
| 2015                                             | 174                                              | -                                                | -                                                |
| 2016                                             | 169                                              | -                                                | -                                                |
| 2017                                             | 213                                              | -                                                | -                                                |
| 2018                                             | 208                                              | 118                                              | 97                                               |
| 2019                                             | 285                                              | 51                                               | 50                                               |
| 2020                                             | 188                                              | 113                                              | 94                                               |
| 2021                                             | -                                                | -                                                | -                                                |
| 2022                                             | 322                                              | 109                                              | 111                                              |
| 2023                                             | 394                                              | 157                                              | 140                                              |
| 2024                                             | 413                                              | 176                                              | 117                                              |

0,0: Dendermonde ·
5,6: Baasrode-Noord ·
9,0: Sint-Amands ·
12,5: Oppuurs ·
15,3: Puurs ·
18,4: Ruisbroek-Sauvegarde ·
21,2: Boom ·
22,0: Boom-Krekelenberg ·
24,7: Niel ·
26,4: Schelle ·
27,6: Hemiksem ·
29,9: Hemiksem-Werkplaatsen ·
31,9: Hoboken-Kapelstraat ·
32,9: Hoboken-Polder ·
37,5: Antwerpen-Zuid